# Santo André (Santo Antão)
Santo André é uma freguesia de Cabo Verde. Pertence ao concelho de Porto Novo e à ilha de Santo Antão. A sua área coincide com a Paróquia de Santo André, e o feriado religioso é celebrado a 30 de Novembro, dia de Santo André.
A freguesia de Santo André é formada pelas seguintes zonas (povoados):
- Martiene
- Chã de Branquinho
- Ribeira da Cruz
- Jorge Luis
- Alto Mira
- Chã do Norte,
- Planalto Norte; Aldeia do Norte
- Monte Trigo